# Mlađan Dinkić
Mlađan Dinkić, cyr. Млађан Динкић (ur. 20 grudnia 1964 w Belgradzie) – serbski polityk i ekonomista, wykładowca akademicki, prezes banku centralnego, wicepremier i minister, parlamentarzysta, przewodniczący G17 Plus i Zjednoczonych Regionów Serbii.

## Życiorys
Ukończył w 1988 studia na Wydziale Ekonomicznym Uniwersytetu w Belgradzie. W 1993 uzyskał na tej uczelni magisterium. Pracował do 2000 jako asystent na tej uczelni. Od 2000 do 2003 był prezesem Narodowego Banku Serbii. Brał udział w powołaniu eksperckiej organizacji pozarządowej G17 Plus, przekształconej w 2002 w partię polityczną. Z jej ramienia uzyskiwał mandat posła do Zgromadzenia Narodowego Republiki Serbii. W 2006 został przewodniczącym tego ugrupowania, a w 2013 współtworzonej przez nie partii Zjednoczone Regiony Serbii.
Od 3 marca 2004 do 9 listopada 2006 sprawował urząd ministra finansów w rządzie Vojislava Koštunicy. W kolejnym gabinecie tego premiera od 15 maja 2007 był ministrem gospodarki i rozwoju regionalnego. Utrzymał tę funkcję w okresie rządu Mirka Cvetkovicia, łącząc ją ze stanowiskiem wicepremiera (od 7 lipca 2008 do 21 lutego 2011). 27 lipca 2012 został ponownie ministrem finansów w gabinecie Ivicy Dačicia. Odwołany 2 września 2013, powrócił do wykonywania mandatu poselskiego (do 2014).